# Balbo (aeronautica)

Italo Balbo

Balbo fu un termine di uso comune alla fine degli anni trenta e all'inizio degli anni quaranta, usato per descrivere una qualsiasi formazione composta da numerosi aerei. Il termine deriva dal gerarca fascista  Italo Balbo che nella prima metà degli anni trenta guidò una serie di trasvolate da primato, usando grosse formazioni di idrovolanti per promuovere l'aviazione italiana.
Durante la Battaglia d'Inghilterra il termine venne usato per descrivere una tattica di combattimento aereo detta anche Big Wing.